# Kleiner Mäander
Der Kleine Mäander (türkisch Küçük Menderes; antiker griechischer Name Κάϋστρος Kaÿstros) ist ein Fluss an der Westküste Kleinasiens und fließt parallel zum Unterlauf des Großen Mäanders (türkisch Büyük Menderes) in einem etwa 30 Kilometer nördlicher verlaufenden Tal. Der Fluss ist etwa 130 Kilometer lang und mündet beim antiken Ephesos bzw. der heutigen Stadt Selçuk in das Ägaische Meer.
Der Fluss entspringt östlich des Boz Dağı (2159 m), etwa auf halber Strecke zwischen İzmir und der Bezirksstadt Denizli. Der an der Flussmündung gelegene Hafen der Stadt Ephesos war in der Antike bedeutend und machte Ephesos zur größten und einflussreichsten Stadt der römischen Provinz Asia und einer der größten Städte nach Rom.
Der Kleine Mäander enthält seit alters her einen großen Anteil an Schwebstoffen. Deren Sedimentation bewirkte, dass der antike Hafen von Ephesos mehrmals verlandete und heute einige Kilometer von der Küste entfernt liegt.